# Aquilegia moorcroftiana
Aquilegia moorcroftiana és una espècie de planta fanerògama que pertany a la família de les ranunculàcies.

## Morfologia
A. moorcroftiana té les seves tiges de 20 a 40 cm d'alçada, pubescents glandulars. Té poques fulles basals, dues ternades i el seu pecíol fa entre 6 a 10 cm; el limbe foliar és per sota escassament pubescent a subglabre, per sobre glabre; folíols laterals obliquament ovats, amb dos lòbuls desiguals; folíol central molt obovada a flabel·lada, d'1,5 a 2 × 1,5 a 2,8 cm, dividits en tres parts i segments amb 2 o 3 dents obtusos. De les seves tiges en surten diverses fulles. Fan inflorescències cimoses de 2 a diverses flors; les bràctees són lineals d'uns 5 mm. Les flors generalment són penjants d'uns 3,5 cm de diàmetre. El seu pedicel fa entre 1,8 a 2,5 cm. Els sèpals són de color blau o porpra blavós, gairebé estesos, estretament ovats, 1,4 a 2,1 × 0,6 a 1 cm. Els pètals són de color groc a groc tenyit de blau, erectes, àmpliament obovats, i fan entre 1 a 1,3 cm; l'esperó de la flor fa entre 1,3 a 1,9 cm i és recte. Els estams són lleugerament més llargs o gairebé tan llargs com els pètals; les anteres són grogues, oblongues, 1-1,5 mm. Els estaminodis són lanceolades de 6--6,5 mm, té 5 o 6 pistils de pèls blancs. Els fol·licles fan entre 1,6 a 2,4 cm i els seus estils són persistents de 7 a 10 mm. Les llavors són d'uns 1,7 mm. Floreix entre juny i juliol i fructifica entre juliol i agost.

## Distribució i hàbitat
La distribució natural d'Aquilegia moorcroftiana es troba a l'oest de província xinesa de Xizang (Zanda Xian), al nord-oest de l'Índia, Pakistan i Rússia, i creix en vessants coberts d'herba.

## Taxonomia
Aquilegia moorcroftiana va ser descrita per Nathaniel Wallich ex-John Forbes Royle i publicat a Illustrations of the Botany ... of the Himalayan Mountains ... 1: 55, a l'any 1834.
Etimologia
Aquilegia: nom genèric que deriva del llatí aquila = "àguila", en referència a la forma dels pètals de la qual se'n diu que és com l'urpa d'una àguila.
moorcroftiana: epítet
Basiònim
- Aquilegia vulgaris subsp. moorcroftiana (Wall. ex-Royle) Brühl
- Aquilegia vulgaris var. moorcroftiana (Wall. ex-Royle) Aitch.[2]